# Escuela de Minas de Copiapó
La Escuela de Minas de Copiapó fue una institución educacional de rango universitario fundada en 1857 por el presidente Manuel Montt, gracias a gestiones de la Junta Minera de Copiapó, que debido al descubrimiento del mineral de Chañarcillo, en 1832, se percató de que no había gente dedicada al estudio científico y práctico de la minería, lo cual era impresentable en un país con vocación minera, lleno de recursos inexplorados y peor aún, ignorados, como señaló Ignacio Domeyko,padre de la minería chilena. Sobre la base de todo ello en 1850 se presenta el proyecto de Escuela, el que es aceptado siendo creado y entrando en funcionamiento en 1857. Esta Escuela basaba sus programas en los cursos mineralogía impartidos por Ignacio Domeyko en la década de 1840.
Al comienzo tenía una matrícula de 125 personas, 25 alumnos internos y 100 alumnos externos. Los cursos de la escuela tenían una duración de 3 años conducente al título de Mayordomo de Minas.
Entre los años 1875 y 1888 funcionó en el mismo recinto del Liceo de Copiapó ,institución de la cual dependía por encargo del Gobierno de Chile
- Datos: Q5839211